# Calvin Duncan
Calvin Anthony Duncan (Linden, 21 marzo 1961) è un ex cestista e allenatore di pallacanestro statunitense.

## Carriera
Dopo quattro stagioni alla Virginia Commonwealth University venne scelto al secondo giro del Draft NBA 1985 dai Cleveland Cavaliers. Tuttavia non giocò mai in NBA ma proseguì la carriera in Continental Basketball Association (CBA) con i Cedar Rapids Silver Bullets e i Tri-City Chinook, squadra che ha successivamente allenato. Nel 1986-1987 ha militato nello Cholet in Francia.
È stato nominato miglior allenatore della CBA nella stagione 1993-94.

## Palmarès
- CBA Coach of the Year (1994)